# Jeff Daniels

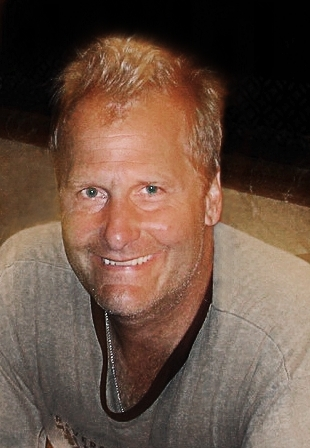
Jeff Daniels in 2006

Jeffrey Warren (Jeff) Daniels (Athens (Georgia), 19 februari 1955) is een Amerikaans acteur. Hij werd genomineerd voor Golden Globes voor zowel The Purple Rose of Cairo, Something Wild als The Squid and the Whale. Tot de acteerprijzen die hem daadwerkelijk toegekend werden, behoren een Saturn Award voor Arachnophobia en de publieksprijs van het U.S. Comedy Arts Festival voor Super Sucker.
Daniels speelt zowel serieuze als komische rollen. Zo zet hij in Speed een ernstige politieagent neer, terwijl hij in Dumb and Dumber als hopeloze domoor verschijnt.
Daniels trouwde in 1979 met het vriendinnetje dat hij al had op de middelbare school, Kathleen Rosemary. Samen met haar kreeg hij in 1984 zoon Ben, in 1987 zoon Lucas en in 1990 dochter Nellie. Zij figureren alle drie in de door Daniels zelfgeschreven en geregisseerde film Escanaba in da Moonlight (2001).

## Filmografie
- The Comey Rule (tv-serie, 2020) - James Comey
- The Catcher Was a Spy (2018) - Bill Donovan
- Godless (tv-serie, 2017) - Frank Griffin
- The Divergent Series: Allegiant (2016) - David
- The Martian (2015) - Teddy Sanders
- Steve Jobs (2015) - John Sculley
- Dumb and Dumber To (2014) - Harry Dunne
- Looper (2012) - Abe
- The Newsroom (tv-serie, 2012-2014) - Will McAvoy
- Away We Go (2009) - Jerry Farlander
- State of Play (2009) - Rep. George Fergus
- Arlen Faber (2009) - Arlen Faber
- Traitor (2008) - Carter
- Space Chimps (2008) - Zartog (stem)
- The Lookout (2007) - Lewis Canfield
- Mama's Boy (2007) - Mert Rosenbloom
- A Plumm Summer (2007) - Verteller
- RV (2006) - Travis Gornicke
- Infamous (2006) - Alvin Dewey
- The Five People You Meet in Heaven (Televisiefilm, 2005) - Blue Man
- The Squid and the Whale (2005) - Bernard Berkman
- Because of Winn-Dixie (2005) - Priester
- Good Night, and Good Luck. (2005) - Sig Mickelson
- The Goodbye Girl (Televisiefilm, 2004) - Elliot Garfield
- Imaginary Heroes (2004) - Ben Travis
- Gods and Generals (2003) - Lt. Col. Joshua Lawrence Chamberlain
- I Witness (2003) - James Rhoders
- Super Sucker (2002) - Fred Barlow
- Blood Work (2002) - Jasper 'Buddy' Noone
- The Hours (2002) - Louis Waters
- Escanaba in da Moonlight (2001)- Rueben Soady
- The Crossing (Televisiefilm, 2000) - Gen. George Washington
- Cheaters (Televisiefilm, 2000) - Dr. Gerald Plecki
- Chasing Sleep (2000) - Ed Saxon
- My Favorite Martian (1999) - Tim O'Hara
- All the Rage (1999) - Warren Harding
- Pleasantville (1998) - Bill Johnson
- Trial and Error (1997) - Charles 'Charlie' Tuttle
- Fly Away Home (1996) - Thomas 'Tom' Alden
- 2 Days in the Valley (1996) - Alvin Strayer
- 101 Dalmatians (1996) - Roger
- Saturday Night Live Televisieserie - Presentator (Episode 20.10, 1995)
- Redwood Curtain (Televisiefilm, 1995) - Lyman Fellers
- Speed (1994) - Det. Harold 'Harry' Temple
- Dumb and Dumber (1994) - Harry Dunne
- Gettysburg (1993) - Col. Joshua Lawrence Chamberlain
- Frasier Televisieserie - Doug (Afl., Here's Looking at You, 1993)
- Grand Tour: Disaster in Time (Televisiefilm, 1992) - Ben Wilson
- Teamster Boss: The Jackie Presser Story (Televisiefilm, 1992) - Tom Noonan
- Rain Without Thunder (1992) - Jonathan Garson
- There Goes the Neighborhood (1992) - Willis Embry
- Love Hurts (1991) - Paul Weaver
- The Butcher's Wife (1991) - Dr. Alex Tremor
- Saturday Night Live Televisieserie - Presentator (Episode 17.2, 1991)
- Arachnophobia (1990) - Dr. Ross Jennings
- Welcome Home, Roxy Carmichael (1990) - Denton Webb
- Checking Out (1989) - Ray Macklin
- No Place Like Home (Televisiefilm, 1989) - Mike
- The House on Carroll Street (1988) - Cochran
- The Caine Mutiny Court-Martial (Televisiefilm, 1988) - Lt. Steve Maryk
- Sweet Hearts Dance (1988) - Sam Manners
- Radio Days (1987) - Biff Baxter
- Trying Times Televisieserie - Jim (Afl., The Visit, 1987)
- Heartburn (1986) - Richard
- Something Wild (1986) - Charles Driggs
- The Purple Rose of Cairo (1985) - Tom Baxter & Gil Shepherd
- Marie (1985) - Eddie Sisk
- An Invasion of Privacy (Televisiefilm, 1983) - Francis Ryan
- Terms of Endearment (1983) - Flap Horton
- Fifth of July (Televisiefilm, 1982) - Jed Jenkins
- Ragtime (1981) - P.C. O'Donnell
- Hawaii Five-O Televisieserie - Neal (Afl., The Flight of the Jewels, 1980)
- A Rumor of War (Televisiefilm, 1980) - Kapelaan

- Bibsys: 98015783
- Biblioteca Nacional de España: XX1276345
- Bibliothèque nationale de France: cb13987740n (data)
- Catàleg d'autoritats de noms i títols de Catalunya: 981058519959006706
- CiNii: DA13139852
- Gemeinsame Normdatei: 135731283
- International Standard Name Identifier: 0000 0001 0865 375X
- Library of Congress Control Number: n91099909
- MusicBrainz: 10c82742-1fd6-4cc7-ad84-e919259ade1f
- Nationale Bibliotheek van Tsjechië: pna2007389367
- Nationale bibliotheek van Australië: 35870108
- Nationale Bibliotheek van Israël: 987007454972705171
- Nationale Bibliotheek van Polen: a0000001631684
- Nederlandse Thesaurus van Auteursnamen: 074608126
- SNAC: w6446zvh
- Système universitaire de documentation: 074631519
- Trove: 1124214
- Virtual International Authority File: 5127021
- WorldCat: E39PBJwX6ByggqtQWMwKkJkJjC